# Tauno Aints
Tauno Aints (ur. 19 czerwca 1975 w Tartu) – estoński kompozytor.
Ukończył klasę pianina w szkołach muzycznych I i II stopnia w Tartu. W 1998 ukończył studia dotyczące muzyki popularnej na Viljandi Kultuuriakadeemi (w 2005 roku połączoną z Uniwersytetem w Tartu), wśród jego wykładowców byli Evald Raidma i Guldžahon Jussufi. Studiował także kompozycję w Estońskiej Akademii Muzycznej u Lepo Sumery i Heleny Tulve. Studia ukończył cum laude w 2004 roku. 
W latach 2002–2007 był członkiem popowego zespołu muzycznego Genialistid. W latach 2007–2008 był kompozytorem-rezydentem w Estońskim Męskim Chórze Narodowym (Eesti Rahvusmeeskoor). 
Tauno Aints tworzy m.in. utwory dla teatrów muzycznych. W repertuarze Estońskiej Opery Narodowej wystawiany jest jego musical dla dzieci Karlsson na dachu na podstawie powieści Astrid Lindgren, czy balet Modigliani, Przeklęty Artysta. Jest autorem opery Rehepapp oraz opery dla dzieci Guugelmuugelpunktkomm.

## Wybrana twórczość
- "Muusika gümnasistidele ja lindile" muzyka dla dzieci (2000)
- "Troop" kompozycja na flet i instrumenty elektroniczne (2002)
- "1film" na flet, klarnet, skrzypce, wiolonczelę, fortepian, wibrafon i perkusję (2006)
- "Kergelt vaevatud" na gitarę i orkiestrę kameralną (2005)
- "2film" na orkiestrę symfoniczną i instrumenty elektroniczne (2007)
- Kantata "Aeg armastada"na chór męski i orkiestrę symfoniczną (2007/2008)
- Koncert na fortepian, skrzypce i orkiestrę kameralną (2008)
- Spektakl koncertowy "Rändavad laulud" na orkiestrę kameralną i dwóch aktorów (2010)
- "Modigliani - neetud kunstnik" - muzyka do baletu Toomasa Edura (2012)
- opera "Rehepapp" (2013)
- Spektakl koncertowy "Lauritsa lubadus" (2014)
- Musical "Karlsson katuselt" (2015)
- Opera dla dzieci "Guugelmuugelpunktkomm" (2017)
- "Katariina I" muzyka do baletu Toomasa Edura (2018)